# Alta Vendita
 (octobre 2022).

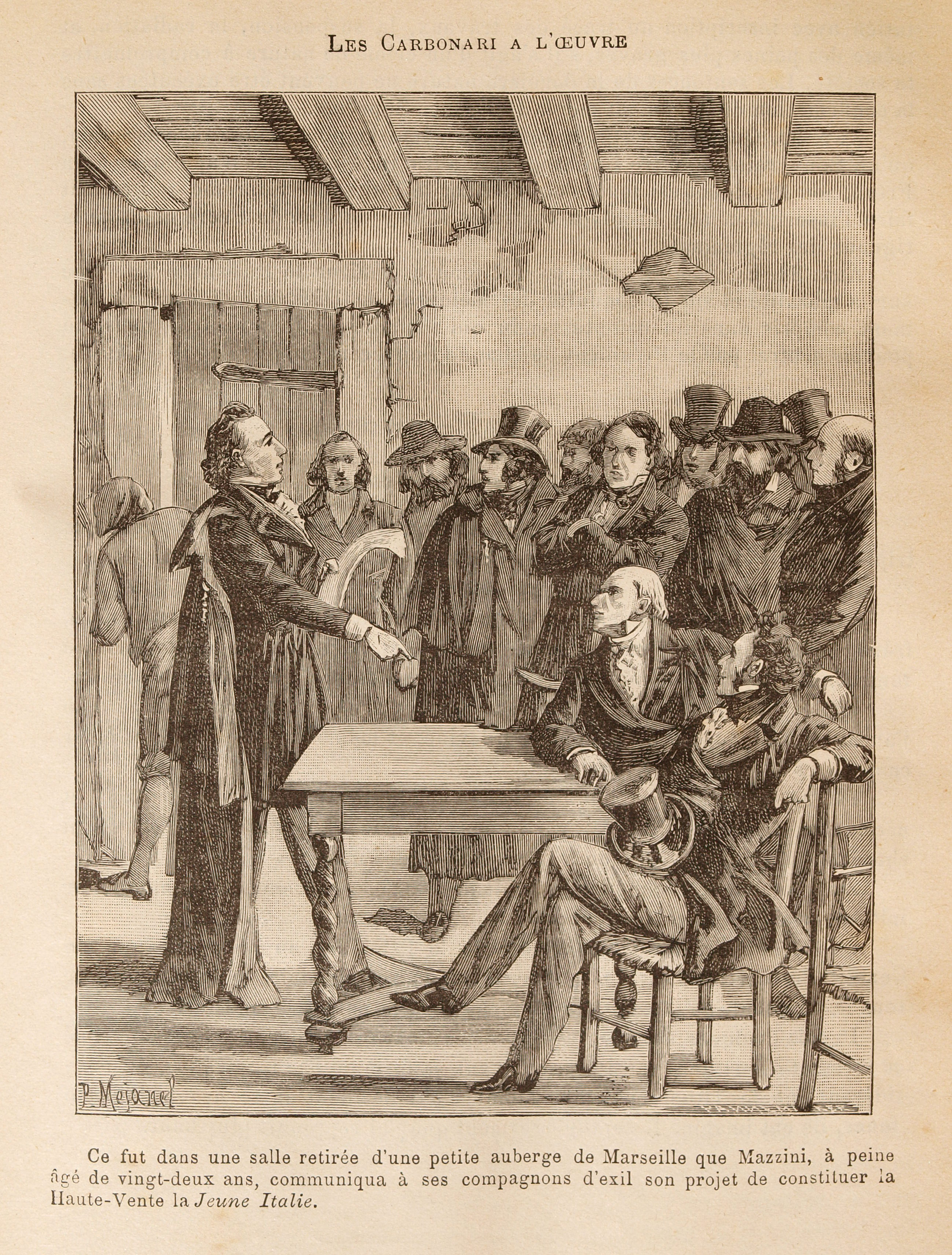
La Haute-Vente dans le canular de Taxil, illustration de Pierre Méjanel

Alta Vendita ou Les Instructions permanentes de la Haute-Vente est un document anonyme décrivant un supposé plan d'infiltration de l'Église catholique par des carbonari.

## Historique
La Formation permanente de la Alta Vendita (Haute Vente) est un document attribué aux carbonari par leurs adversaires. Ce texte expose un vaste plan d'infiltration et de corruption de l'Église catholique. Ces papiers, tombés entre les mains de Grégoire XVI, ont été publiés à la demande du pape Pie IX par Jacques Crétineau-Joly dans son livre L'Église romaine en face de la Révolution en 1859. Par son bref d'approbation en date du 25 février 1861 adressé à l'auteur, Pie IX garantit l'authenticité de ces prétendus documents mais il n'a autorisé personne à divulguer les vrais noms des membres de l'Alta Vendita impliqués dans ce texte, dont le pseudonyme de Nubius.

## Postérité

### XIXe siècle
En 1885, George Dillon publie le document dans son livre La Guerre de l'Antéchrist contre la civilisation chrétienne.
La Haute-Vente apparait également dans le canular de Taxil dans l'ouvrage Les Mystères de la franc-maçonnerie (1886).

### XXe siècle
Par la suite, l'essayiste catholique Henri Delassus republia l'ouvrage dans son propre livre Le problème de l'heure présente. Des théoriciens du complot comme Nesta Webster, Edith Starr Miller et William Guy Carr ont contribué a propager l'intérêt pour ce document.
En 1993, l'auteur John Daniel reprend la théorie dans son ouvrage Scarlet and the Beast - A History of the War between English and French Freemasonry (L'écarlate et la bête - Une histoire de la guerre entre la franc-maçonnerie anglaise et française).
Il a été réédité en 1999 sous la forme d'un opuscule d'une quarantaine de pages par John Vennari en langue anglaise.

## Théories
Paul Copin-Albancelli désigne la Haute-Vente comme étant une société de type maçonnique supérieure hiérarchiquement par rapport aux Carbonari, société de type maçonnique subordonnée qui ignore qu'elle est subordonnée, en la comparant aux Illuminés de Bavière.

## Dans la littérature
La Haute-Vente fait partie de la trame du roman d'Umberto Eco, Le Cimetière de Prague.

## Source de traduction
- (en) Cet article est partiellement ou en totalité issu de l’article de Wikipédia en anglais intitulé « Alta Vendita » (voir la liste des auteurs).